# مجلس نواب كارولاينا الجنوبية
مجلس نواب كارولاينا الجنوبية (بالإنجليزية: South Carolina House of Representatives)‏ هو مجلس النواب التشريعي لولاية كارولاينا الجنوبية الأمريكية، يقع المقر الرئيسي له في كولومبيا، كارولاينا الجنوبية، وهو المجلس الأدنى في جمعية كارولاينا الجنوبية العامة.

## طالع أيضًا
- جمعية كارولاينا الجنوبية العامة